# Dona Daddy
Dagma Bonfim Barbosa dos Santos (Cachoeira, 15 de Janeiro 1939 - 18 de junho de 2014), conhecida como Dona Daddy, Dona Dagma, Ekedi Dagma, Ekedi Daddy ou Daddy de Iyewá, foi uma equede brasileira (sacerdotisa de religião afro-brasileira), segunda dirigente do Terreiro Viva Deus, terreiro de Candomblé de tradição Nagô-Vodum.

## Biografia
Dagma Bonfim Barbosa dos Santos era filha de Theofila Barbosa dos Santos e neta de Zé do Vapor. Foi a última de treze irmãos, sendo que todos os seus irmãos são duplas de gêmeos. Um de seus irmãos era o Babalaxé Luiz Sergio (Ekedi de Oxum de Iyá Teófila). Seu pai faleceu quando ela tinha 8 anos de idade.
Começou os estudos na Escola da Igreja da Conceição da Praia, onde também foi coroinha. Quando sua mãe mudou-se com a família para a área comercial da cidade, ela passou a estudar na escola da Igreja do Pelourinho, Nossa Senhora do Rosário. Por conta de maus-tratos da professora, sua mãe logo a retirou da escola. Ela não quis estudar no Convento da Medalha Milagrosa, no Rio Vermelho; então sua mãe a colocou no Ciclo Operário, dos frades de São Francisco. Lá era preciso confessar-se todos os sábado como requisito para obtenção de notas escolares. Ela relata que, quando tinha 12 anos, durante uma das confissões, um dos padres a assediou.
Fez a prova de admissão e conseguiu cursar o ginásio no Colégio da Bahia da Liberdade. De 17 mulheres da Irmandade da Boa Morte que foram entrevistadas para uma pesquisa de mestrado, ela foi a única a concluir o então ginasial. Era uma excelente datilógrafa e acompanhava o irmão nas viagens da Confederação Nacional das Indústrias, registrando as atas das reuniões.
Por conta de um favor devido a seu irmão, Luiz Sergio, à época da construção de Brasília (quando ela estava finalizando o ginasial), Juscelino Kubitschek a indicou para trabalhar como funcionária pública em Brasília. Naquela época, após o concurso público era realizado apenas por pessoas indicadas, e ela passou. Como não queria deixar sua mãe sozinha, ela optou por uma vaga como técnica da Justiça do Trabalho em Salvador, onde atuou até aposentar-se. Foi lotada na repartição do juiz que também fora seu professor de matemática no ginasial. Sofreu preconceito dele tanto na escola quanto no trabalho, onde as demais técnicas pediram para que a mesa de Dagmar ficasse mais próximo ao balcão, porque  "não queriam se misturar com negro, com o cheiro de negro". Além dela, apenas outros três funcionários eram negros: no arquivo, na distribuição e serventes.
| “                                 | A raiva das brancas é que eu substituía o chefe, quando passava alguém, tomava posse, o chefe falava: Dagmar dê as instruções, explique tudo. [...] Eu cuidava de tudo, era eu que fazia coleta de preço, empenho, cada junta tinha seu dinheiro, tinha sua autonomia, o Ministério da Fazenda enviava o dinheiro. | ” |
| — Dagma Bonfim Barbosa dos Santos | |   |

## Vida pessoal
Dagmar teve três relacionamentos.
| “                                 | O [meu] primeiro casamento não durou muito, ele queria que eu fosse com ele pra o Rio de Janeiro, mas eu não queria deixar minha mãe só [...]. Separei, nunca mais casei, descasar custa muito caro. | ” |
| — Dagma Bonfim Barbosa dos Santos | |   |

Nos outros dois relacionamento, passou por traição e exploração. Ao longo da vida, por ser independente financeiramente, poupou dinheiro para construir sua casa e um dos companheiros registrou a escritura no nome de seus próprios parentes. Além disso, a mesma pessoa a traía com a babá das crianças em sua própria cama. Ela pegou seus quatro filhos, entrou no carro e foi embora. Algum tempo depois, se relacionou com outro homem, com quem teve três filhos, mas não se casou.
Faleceu em 2014, e foi velada na Catedral de São Cosme São Damião, no bairro do Cucuí.

## Religião
Dagma foi iniciada no Candomblé pelo Babalaxé Misael de Oya. Mais conhecida como Dona Daddy, era a Ekedi do Terreiro Viva Deus, em Cachoeira. O que significa que era a "zeladora dos orixás", escolhida por eles mesmos.
Assim como sua mãe, Dagma também era devota e membro da Irmandade Católica de Nossa Senhora da Boa Morte.

## Reconhecimento
O Instituto do Patrimônio Artístico e Cultural da Bahia (IPAC) menciona seu nome quando "presta justa homenagem às personalidades importantes, líderes religiosos dos terreiros, que já se foram", no encerramento da apresentação da publicação "Terreiros de Candomblé de Cachoeira e São Félix".

## Terreiro Viva Deus
Axepó Erã Opê Oluá (Aṣepo Eran Opé Oluwá),  Terreiro Viva Deus ou Axé de Zé do Vapor é um terreiro de Candomblé originalmente de tradição Nagô-Vodum, dedicado a Ogum, Iemanjá e Oxumaré (orixás regentes de Zé do Vapor). Além do culto aos orixás também presta culto aos caboclos. Está localizado na cidade de Cachoeira, Bahia. Foi inaugurado em 23 de junho de 1911, por José Domingos Santana (mais conhecido como “Zé do Vapor”), completando mais de 100 anos de atividades ininterruptas. Por sua importância cultural para o Estado da Bahia, o terreiro foi tombado pelo Instituto do Patrimônio Artístico e Cultural da Bahia (IPAC-BA) em 2014. Além disso, desde 2002, é reconhecido pela Fundação Cultural Palmares como Território Cultural Afro-Brasileiro.